# Platform (Kurzfilm)
Platform ist ein Kurzfilm von Johannes Büttner und Steffen Köhn, der im Januar 2022 beim Filmfestival Max Ophüls Preis seine Premiere feierte.

## Handlung

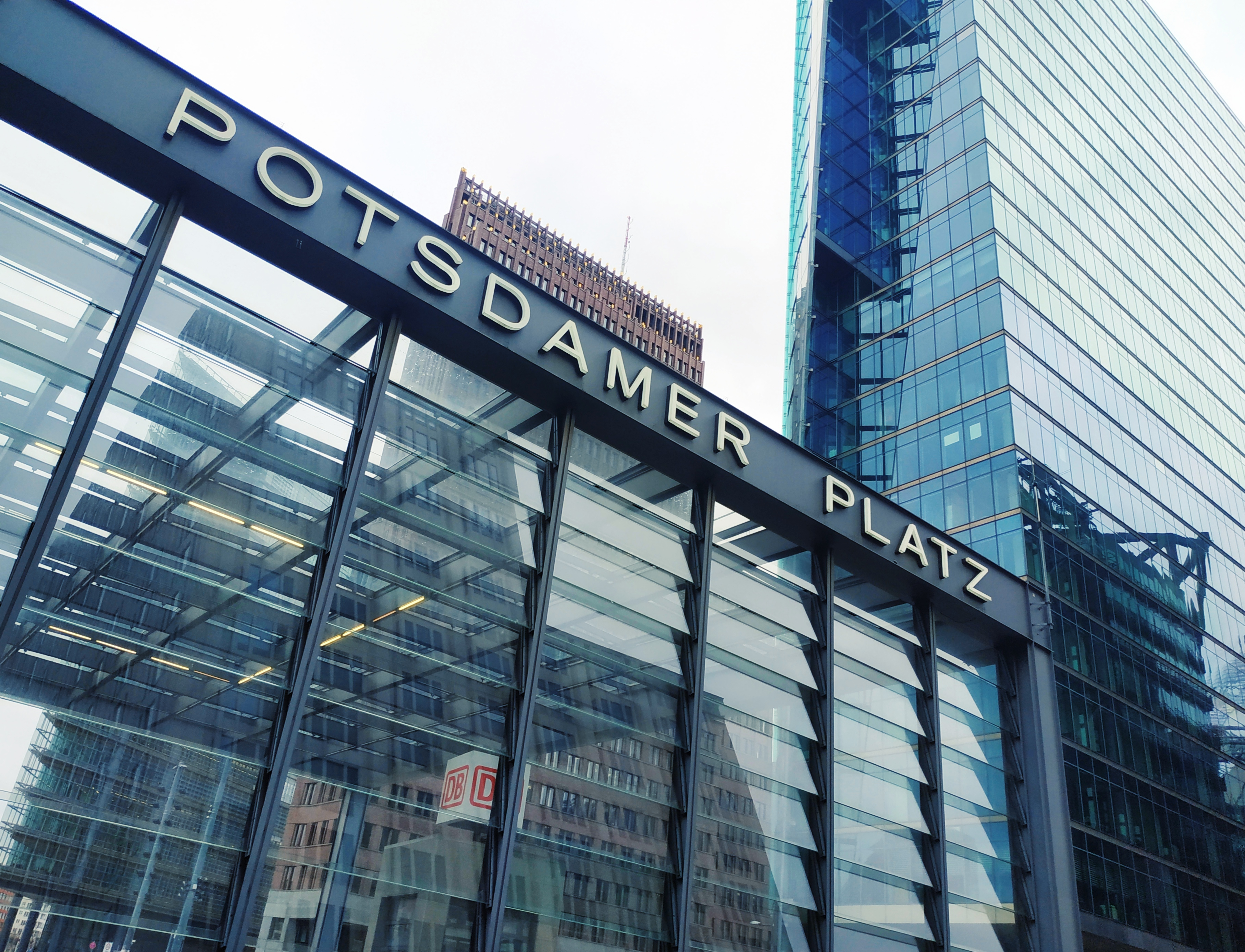
Am Ende motiviert der in Berlin arbeitende Fahrradkurier Luis seine Kollegen, in den Streik einzutreten. Gedreht wurde die Szene am Bahnhof Potsdamer Platz

Luis arbeitet in Berlin als Deliveroo-Fahrer und hat an diesem Tag einen sehr seltsamen Kunden. Ramesh liefert für UberEATS in Hongkong Essen aus, als er überfallen wird. Hiro arbeitet für Amazon Flex, verfolgt gleichzeitig seine Schauspielkarriere und erhält von den Amazon Studios ein überraschendes Angebot.

## Produktion
Regie führten Johannes Büttner und Steffen Köhn, die gemeinsam auch das Drehbuch schrieben. Der Film über die prekäre Arbeit in der Gig Economy verwendet Interviews und verwebt diese mit der in Neal Stephensons Science-Fiction-Roman Snow Crash von 1992 erzählen Geschichte, der in einer nicht allzu fernen Zukunft in Los Angeles spielt. Neben dem dokumentarischen Material verwendeten sie für ihren Film auch Computerspiel-Animationen.
Der Film erhielt Unterstützungen vom Medienboard Berlin-Brandenburg und vom Kuratorium junger deutscher Film.
Erste Vorstellungen des Films erfolgten ab Mitte Januar 2022 beim Filmfestival Max Ophüls Preis. Ende Januar 2022 wurde er beim Slamdance Film Festival gezeigt. Im November 2022 wurde er beim Internationalen Kurzfilmfestival Berlin vorgestellt.

## Auszeichnungen
Deutscher Kurzfilmpreis 2022
- Nominierung als Bester Kurzfilm, mehr als 10 Minuten bis 30 Minuten Laufzeit[8]

Filmfestival Max Ophüls Preis 2022
- Nominierung im Wettbewerb Kurzfilm[9]

Internationales Kurzfilmfestival Berlin 2022
- Nominierung im Internationalen Wettbewerb[7]